# Chambost-Longessaigne
Chambost-Longessaigne és un municipi francès situat al departament del Roine i a la regió d'Alvèrnia-Roine-Alps. L'any 2007 tenia 816 habitants.

## Demografia

### Població
El 2007 la població de fet de Chambost-Longessaigne era de 816 persones. Hi havia 326 famílies de les quals 94 eren unipersonals (47 homes vivint sols i 47 dones vivint soles), 114 parelles sense fills, 106 parelles amb fills i 12 famílies monoparentals amb fills.
La població ha evolucionat segons el següent gràfic:
Habitants censats

### Habitatges
El 2007 hi havia 457 habitatges, 337 eren l'habitatge principal de la família, 71 eren segones residències i 49 estaven desocupats. 440 eren cases i 17 eren apartaments. Dels 337 habitatges principals, 256 estaven ocupats pels seus propietaris, 76 estaven llogats i ocupats pels llogaters i 5 estaven cedits a títol gratuït; 1 tenia una cambra, 12 en tenien dues, 39 en tenien tres, 96 en tenien quatre i 188 en tenien cinc o més. 208 habitatges disposaven pel capbaix d'una plaça de pàrquing. A 166 habitatges hi havia un automòbil i a 139 n'hi havia dos o més.

### Piràmide de població
La piràmide de població per edats i sexe el 2009 era:
| Homes | Edats   | Dones |
| ----- | ------- | ----- |
| 4     | 95 o +  | 4     |
| 0     | 90 a 94 | 0     |
| 0     | 85 a 89 | 4     |
| 0     | 80 a 84 | 12    |
| 16    | 75 a 79 | 20    |
| 24    | 70 a 74 | 8     |
| 8     | 65 a 69 | 44    |
| 24    | 60 a 64 | 8     |
| 16    | 55 a 59 | 16    |
| 40    | 50 a 54 | 24    |
| 24    | 45 a 49 | 20    |
| 32    | 40 a 44 | 44    |
| 8     | 35 a 39 | 8     |
| 32    | 30 a 34 | 16    |
| 36    | 25 a 29 | 20    |
| 28    | 20 a 24 | 12    |
| 40    | 15 a 19 | 32    |
| 16    | 10 a 14 | 20    |
| 24    | 5 a 9   | 16    |
| 12    | 0 a 4   | 16    |

## Economia
El 2007 la població en edat de treballar era de 490 persones, 356 eren actives i 134 eren inactives. De les 356 persones actives 332 estaven ocupades (191 homes i 141 dones) i 24 estaven aturades (8 homes i 16 dones). De les 134 persones inactives 47 estaven jubilades, 36 estaven estudiant i 51 estaven classificades com a «altres inactius».

### Ingressos
El 2009 a Chambost-Longessaigne hi havia 354 unitats fiscals que integraven 873 persones, la mediana anual d'ingressos fiscals per persona era de 15.756 €.

### Activitats econòmiques
Dels 36 establiments que hi havia el 2007, 1 era d'una empresa extractiva, 1 d'una empresa alimentària, 2 d'empreses de fabricació d'altres productes industrials, 13 d'empreses de construcció, 11 d'empreses de comerç i reparació d'automòbils, 3 d'empreses d'hostatgeria i restauració, 1 d'una empresa immobiliària i 4 d'empreses de serveis.
Dels 15 establiments de servei als particulars que hi havia el 2009, 3 eren tallers de reparació d'automòbils i de material agrícola, 1 paleta, 1 guixaire pintor, 2 fusteries, 5 lampisteries, 1 electricista i 2 restaurants.
Dels 2 establiments comercials que hi havia el 2009, 1 era una fleca i 1 una botiga de material esportiu.
L'any 2000 a Chambost-Longessaigne hi havia 38 explotacions agrícoles que ocupaven un total de 1.085 hectàrees.

## Equipaments sanitaris i escolars
El 2009 hi havia una escola elemental.

## Poblacions més properes
El següent diagrama mostra les poblacions més properes.